# Retinopatia diabètica
La retinopatia diabètica és una retinopatia, conseqüència dels nivells elevats de glucèmia mantinguts en la diabetis mellitus.
Al fons d'ull observarem:
- Hemorràgies
- Exsudats lipídics: extravasació dels vasos malmesos
- Microaneurismes

## Diagnòstic
- Angiografia
- OCT: veurem cavitats negres (acúmul de líquid) que engruixiran la retina (edema).

## Tractament
- Làser focal (directament sobre els microaneurismes que fuguen).
- Làser per disminuir l'edema.
- Fotocoagulació retinal